# Neolitsea ellipsoidea
Neolitsea ellipsoidea är en lagerväxtart som beskrevs av C.K. Allen. Neolitsea ellipsoidea ingår i släktet Neolitsea och familjen lagerväxter. Inga underarter finns listade i Catalogue of Life.